# General Motors do Brasil
A General Motors do Brasil é a maior subsidiária da General Motors na América do Sul e a segunda maior operação do grupo fora dos Estados Unidos. A empresa foi fundada em 1925, iniciando suas atividades no bairro histórico do Ipiranga, em São Paulo.
Em 2015, completou 90 anos de atividades no país e, em 2021, comemorou a marca de 17 milhões de unidades produzidas no país.

## História
Inicialmente, a empresa apenas montava seus veículos com as peças e componentes importados da matriz, nos Estados Unidos. Após cinco anos, a GMB inaugurou sua primeira fábrica em 1930, em São Caetano do Sul - São Paulo. Em 1958, uma nova unidade começou a operar em São José dos Campos - São Paulo, sendo inaugurada oficialmente em 1959, pelo Presidente Juscelino Kubitschek.

Inauguração da Fábrica da General Motors em São José dos Campos pelo Presidente Juscelino Kubitschek.

No início dos anos 60, produzindo apenas veículos utilitários e comerciais leves, a GMB decidiu expandir sua linha de produtos, desenvolvendo o projeto 676, que resultaria no lançamento do Chevrolet Opala, em Novembro de 1968, o primeiro automóvel de passeio produzido pela montadora no Brasil, modelo que se tornou grande sucesso de público, com 1 milhão de unidades produzidas e comercializadas ao longo de 24 anos de existência (1968-1992).
Desde então, a GMB, através de sua marca Chevrolet, não parou mais de desenvolver e produzir automóveis que se tornaram grande sucesso de vendas. Em 1973 lançou o Chevette, com vendas superiores a 1,2 milhões de unidades, entre os anos de 1973 à 1993. Em 1982, lançou o Monza, projeto mundial da GM, que também obteve grande sucesso no mercado brasileiro. Em 1992, lançou o Omega, modelo que se tornou referência no mercado brasileiro, por suas características de conforto e suas qualidades técnicas. Em 1994, apresentou o compacto Corsa, primeiro modelo popular nacional equipado com injeção eletrônica de combustível.
Em julho de 2000 lançou o Complexo Industrial de Gravataí, no Rio Grande do Sul, uma das fábricas mais modernas do mundo, recebendo desde então, visitas de especialistas na fabricação de veículos de todo o mundo, querendo conhecer o sistema de montagem, feito em parceria com fornecedores de peças, componentes e sistemas montados, instalados dentro do complexo industrial.
O Celta também foi a pioneira no mercado brasileiro na área de comércio eletrônico, tornando-se o modelo mais vendido no mundo através da Internet.
Em 2005, a GMB vendeu um total de 365.259 veículos no mercado brasileiro, com uma participação de 21,3% no mercado interno. Em segmentos específicos, em que produz veículos, utilitários esportivos, utilitários e comerciais leves, sua participação foi um pouco maior, de 22,6%. A produção total da empresa chegou a 559 345 unidades, considerando-se os veículos prontos para o mercado interno, as exportações e também os veículos "CKD" (completamente desmontados).
As exportações da GMB em 2005, representaram um novo recorde, atingindo um valor de US$ 1,6 bilhão, para o embarque de 114 994 unidades em "CKD" e 125 678 veículos prontos, para cerca de 40 países ao redor do mundo. O principal mercado na área das exportações foi o México, seguido pela Argentina, Venezuela, África do Sul e outros países latino-americanos.
A maioria dos veículos produzidos pela General Motors brasileira, são bicombustíveis (Flexfuel), capazes de funcionar com 100% de gasolina, 100% de etanol, ou consigo os dois combustíveis misturados em qualquer proporção.
Na área social, a GM do Brasil, foca atividades por meio do Instituto General Motors, criado em 1993. Sua missão é resgatar a cidadania de crianças, jovens e adultos de comunidades carentes, que estão localizados principalmente perto de plantas industriais da empresa. Suas ações são principalmente na educação.
A "General Motors" é líder de mercado no campo "Telematic". No Brasil, durante 2015, a empresa havia se tornado o maior vendedor de automóveis para o segmento de varejo.

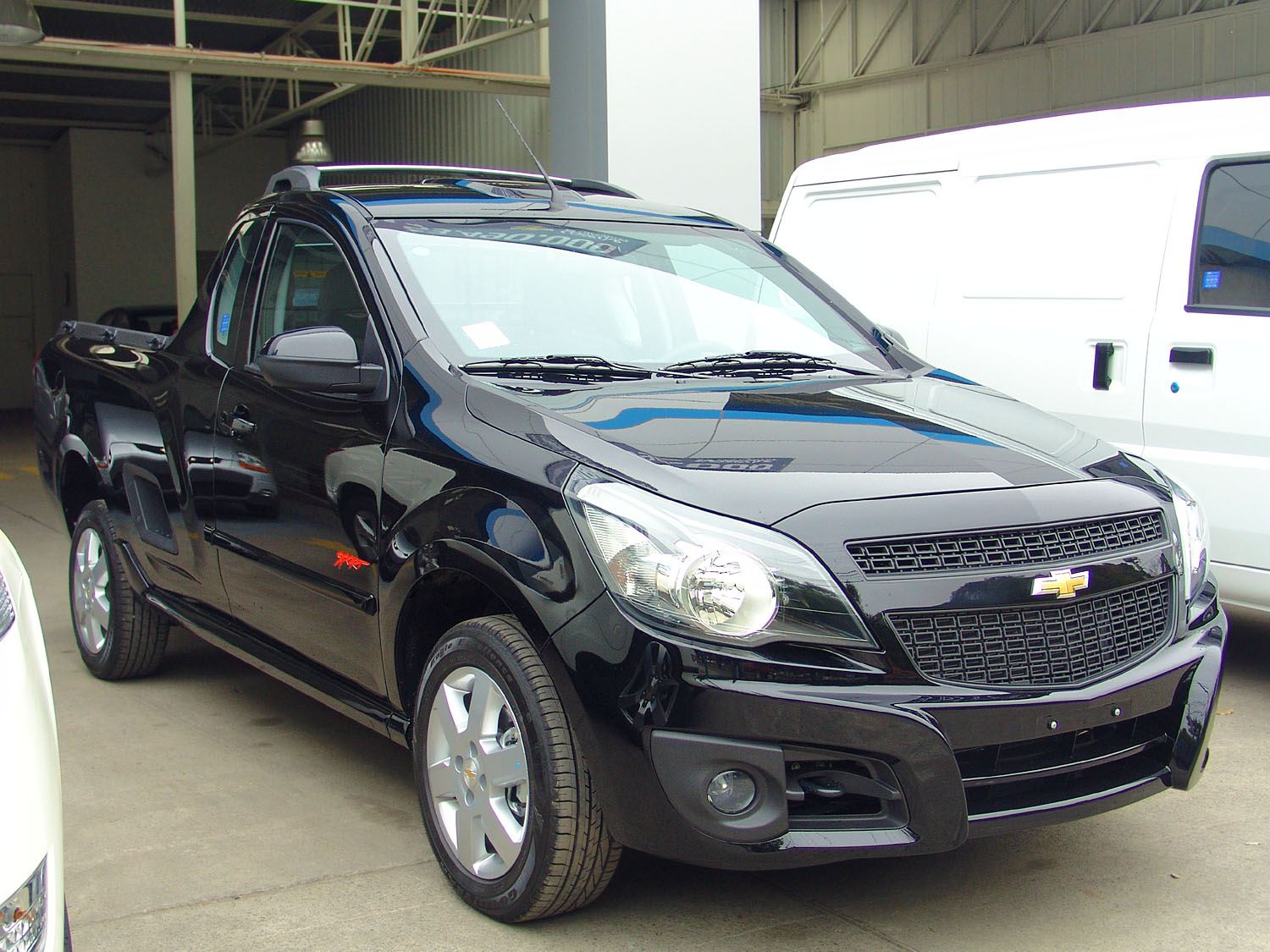
Chevrolet Montana no Brasil

### Carros
Carros vendidos pela General Motors do Brasil
• Chevrolet Onix
• Chevrolet Onix Plus
• Chevrolet Spin
• Chevrolet Tracker
• Chevrolet Equinox
• Chevrolet Trailblazer
• Chevrolet Montana
• Chevrolet S10
• Chevrolet Silverado
• Chevrolet Camaro
• Chevrolet Bolt EV
• Chevrolet Bolt EUV
• Chevrolet Blazer EV RS
• Chevrolet Equinox EV

## Crítica e controvérsia
Em janeiro de 2019, após registrar prejuízo financeiro, a General Motors Brasil apresentou um plano para reestrutrar a empresa no Brasil, a coluna de Análise & Opinião, do Jornal Já apontou isso como "chantagem", dado o histórico da empresa: 
O que a maior empresa automobilística do mundo está fazendo no Brasil é uma síntese escandalosa do espírito reinante na cúpula das grandes companhias multinacionais. (...) Alegando prejuízos financeiros na operação brasileira, a GM ameaçou deixar o país. Um ultimato? Não, chantagem grosseira.
(...)
[C]usta crer que a líder do mercado brasileiro não tenha sido capaz de planejar antecipadamente a desaceleração de suas atividades nos próximos dois anos e, em plena temporada de verão, precise valer-se de um rol de chantagens, muitas delas baseadas na reforma trabalhista de novembro de 2017. É uma situação constrangedora para qualquer executivo.
(...)
O mais espantoso nessa história é que, recentemente, durante o governo José Ivo Sartori, do PMDB, (2015-2018), a GM obteve vantagens fiscais para investir R$ 1,5 bilhão numa ampliação da capacidade de produção que seria implementada em 2019. O abacaxi vai cair inteiro no colo do governador estreante Eduardo Leite, do PSDB (2019-2022).